# Agon Hamza
Agon Hamza (ur. 1984) – kosowski filozof i publicysta, doktor nauk filozoficznych.

## Życiorys
Ukończył studia doktorskie z zakresu filozofii na Słoweńskiej Akademii Nauki i Sztuki w Lublanie, następnie pracował jako adiunkt filozofii politycznej na tejże uczelni oraz w Instytucie Nauk Społecznych i Humanistycznych w Skopje. Wraz z Frankiem Rudą pełni funkcję redaktora naczelnego czasopisma filozoficznego Crisis and Critique.
10 marca 2020 roku objął funkcję doradcy politycznego premiera Kosowa Albina Kurtiego, pełnił ją do upadku jego rządu jeszcze w tym samym roku.

## Książki[5][3]
- Slavoj Žižek and Dialectical Materialism (współautor wraz z Frankiem Rudą)
- Slavoj Žižek and the Reconstruction of Marxism
- From Myth to Symptom: The Case of Kosovo (2013; współautor wraz ze Slavojem Žižkiem)
- Repeating Žižek (2015)
- Althusser and Pasolini: Philosophy, Marxism, and Film (2016)
- Althusser and Theology: Religion, Politics and Philosophy and Repeating Žižek (2016)
- Reading Marx (2018; współautor wraz ze Slavojem Žižkiem i Frankiem Rudą)
- Reading Hegel (2021; współautor wraz ze Slavojem Žižkiem i Frankiem Rudą)[4]

## Publikacje
- Aktualiteti i Karl Marksit: 200 vjet pas (2018)
- Njëherë si farsë, pastaj si komedi (2018)
- Propozimet e Thaçit për korrigjim të kufijve, blof politik? (2018)
- Kushti i mundësisë politike (2019)
- Zgjedhjet pas zgjedhjeve (2019)
- 250 vjet pas Hegelit (2020)
- Demokratizimi i SHBA-së (2020)
- Fatalizmi iluminist (2020)
- “Injeksioni i Irmës” përballë pandemisë (2020)
- Pamundësia post-pandemi (2020)
- Thaçi dhe PLAN-i i tij i fundit (2020)
- THE R-FILES 2.0: ASPECTS OF RIGHT-WING EXTREMISM & PANDEMIC! 2: CHRONICLES OF A TIME LOST (2020)
- THE R-FILES 1.0: ON ECLIPSE OF REASON & ELEMENTS OF THE PHILOSOPHY OF RIGHT (2020)
- Kuptimi i emrit (2021)
- Kosovo is slowly recovering from Trump’s coup (2021)
- THE R-FILES 3.0: READING ALTHUSSER READING HEGEL (2021)
- THE R-FILES 4.0: OSIP MANDELSTAM’S POETRY & VIOLENCE (2021)
- THE R-FILES 5.0: F. RUDA ON HEGEL’S LAST JENA PHILOSOPHY OF SPIRIT (2021)
- THE R-FILES 6: A. HAMZA ON LOVE (2021)